# Elektrárna Bełchatów

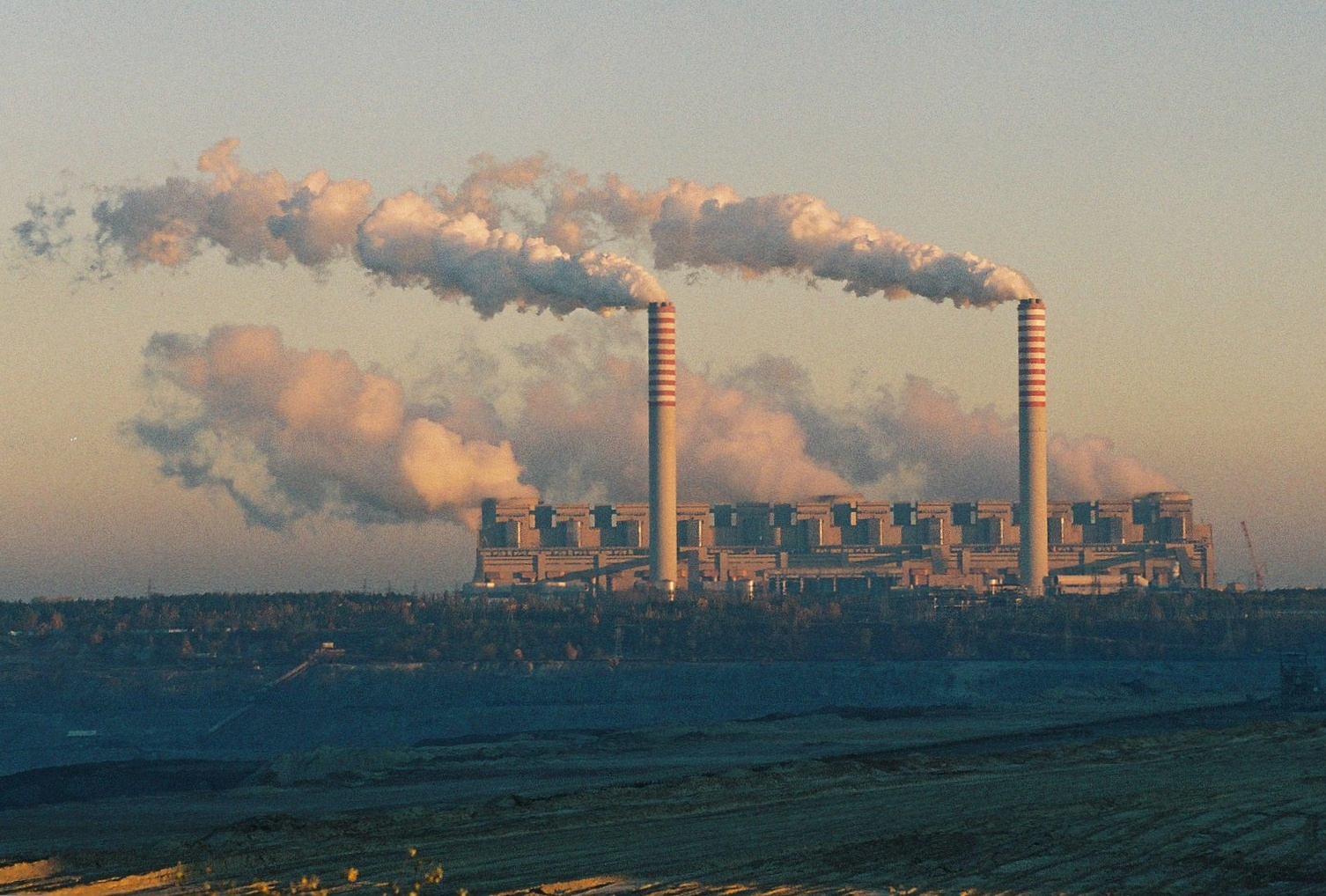
Elektrárna Bełchatów

Elektrárna Bełchatów je tepelná elektrárna, která využívá hnědé uhlí, které se těží z hnědouhelného dolu KWB Bełchatów SA ležícího přímo u elektrárny. Elektrárna leží na katastru obce Kleszczów poblíž Bełchatówa v Lodžském vojvodství.
Provozovatelem elektrárny je společnost PGE Elektrownia Bełchatów S.A.
Instalovaný výkon elektrárny je 5053 MW včetně nového bloku 858 MW, který byl zprovozněn 4. 8. 2011. Roční produkce elektrické energie činí asi 27-28 TWh, což je víc než 20 % produkce elektrické energie v celém Polsku.
Podle žebříčku WWF tato elektrárna zaujímá mezi velkými světovými uhelnými elektrárnami 6. místo v měrné produkci oxidu uhličitého s hodnotou 1,09 Mt CO2 na jednu vyrobenou TWh elektrické energie.